# Paul Calvert
Pour les articles homonymes, voir Calvert.
Paul Léo Émile Calvert (6 octobre 1917 — 1er février 1999) était un lanceur québécois de baseball qui a joué de 1942 à 1951 dans les Ligues majeures.

## Carrière
Paul Calvert est né à Montréal, Québec, Canada le 6 octobre 1917.
Dans les ligues mineures, il s'aligne brièvement (pour 3 parties) avec les Royaux de Montréal de la Ligue internationale en 1938.
Il signe son premier contrat avec une équipe des Ligues majeures de baseball en 1940 avec les Indians de Cleveland. Ce lanceur droitier joue son premier match le 24 septembre 1942. Il remporte sa première victoire le 28 mai 1944 dans un gain de 5-1 des Indians sur les Phillies de Philadelphie.